# Manwath
Manwath es una ciudad y  municipio situada en el distrito de Parbhani en el estado de Maharashtra (India). Su población es de 32488 habitantes (2011). Se encuentra a 33 km de Parbhani.

## Demografía
Según el censo de 2011 la población de Manwath era de 32488 habitantes, de los cuales 16522  eran hombres y 15966 eran mujeres. Manwath tiene una tasa media de alfabetización del 78,07%, inferior a la media estatal del 82,34%: la alfabetización masculina es del 87,78%, y la alfabetización femenina del 69,89%.